# Buste van Nefertiti

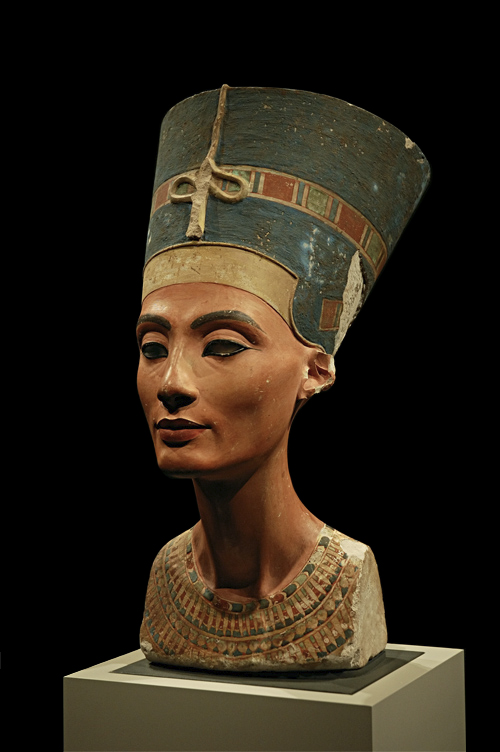
De beroemde buste van Nefertiti
Ägyptisches Museum Berlin

De buste van Nefertiti is een van de beroemdste kunstwerken uit het Oude Egypte, en velen beschouwen het als het mooiste premoderne kunstwerk ter wereld. Het is te bezichtigen in het Egyptisch museum in Berlijn.

## Uiterlijke kenmerken
De buste is helemaal gemaakt uit kalksteen en volledig beschilderd. Vooral de prachtige conservering van de kleuren die een groot contrast geven tussen de bruine kleur van het gezicht van Nefertiti en de juwelen en kroon, maken het een uniek kunstwerk. Ook de gracieuze nek en de volle rode lippen zorgen ervoor dat de schoonheid van Nefertiti in dit beeld wordt bewaard. Het beeld is licht beschadigd teruggevonden: het ene oor van de koningin is lichtjes beschadigd en de inleg van haar linkeroog is verdwenen.

## Geschiedenis van het beeld
In 1912 werd de buste ontdekt door de Duitse archeoloog Ludwig Borchardt. Hij stond aan het hoofd van een expeditie die opgravingen verrichtte in Tell el-Amarna. Op 6 december ontdekten ze de buste in het huis van een beeldhouwer genaamd Tutmoses. De hele expeditie was gefinancierd door een rijke filantroop, James Simon, en daardoor werd een regeling getroffen met de Egyptische overheid betreffende verdeling van de artefacten uit de opgraving. Het beeld van Nefertiti werd overgebracht naar het Egyptisch museum van Berlijn.